# Sverkerskolan

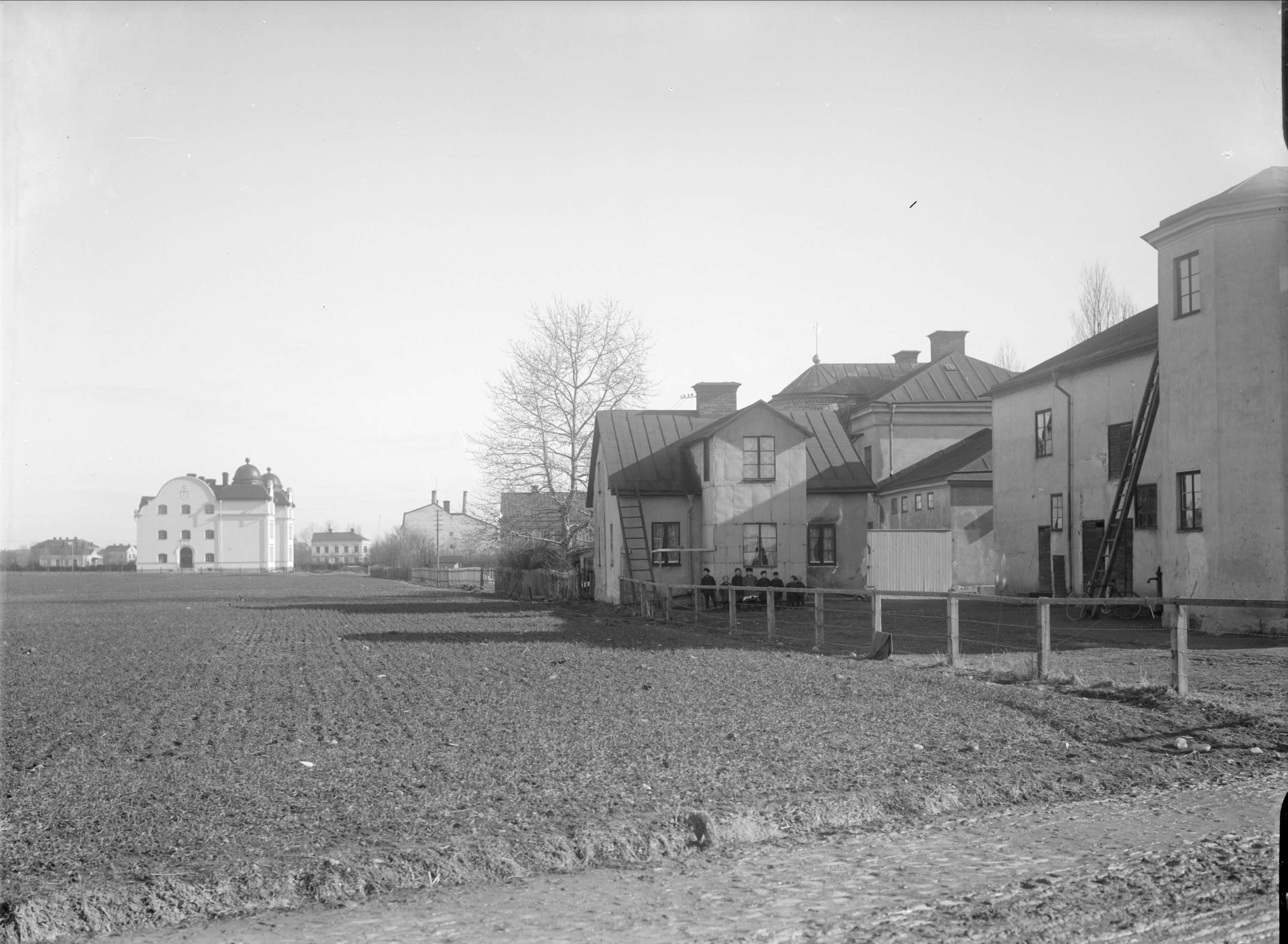
Den relativt nybyggda Sverkerskolan 1908, då ännu belägen utanför Luthagsbebyggelsen.

Sverkerskolan är en skolbyggnad i kvarteret Sverker vid Sysslomansgatan i Uppsala.
Redan vid mitten av 1880-talet ha en tomt reserverats i kvarteret Rane mellan Kyrkogårdsgatan och Luthagsesplanaden som ansågs ligga bra till för barnen i Luthagen, Stabbylund, Eriksdal och Erikslund. Den reserverade tomten var dock för liten för en skolbyggnad i den nödvändiga storleken. Man utforskade även möjligheten att anlägga en skola i kvarteret Elof där nu Fyrisskolan är belägen, men det ansågs för dyrt att dra fram Götgatan och Luthagsesplanaden så långt, och man fastnade istället för att köpa tomter i kvarteret Sverker vid Sysslomansgatan. Arkitekt Ture Stenberg fick uppdraget och utförde en byggnad i jugendstil i tegel med puts, järnbjälklag, betongvalv och sockel i granit. Byggnaden påbörjades i februari 1904 och var färdig för avsyning i augusti 1905. Den invigdes 13 december 1906 samtidigt med den även av Stenberg ritade nya Centralskolan. Skolhuset rymde 14 lärosalar.
1923 uppfördes en annexbyggnad med bland annat gymnastiksal av arkitekt Gunnar Leche vid Sverkerskolan.

## Kända elever
Owe Thörnqvist gick på skolan. Hans sång Titta Titta utspelar sig just på Sverkerskolan.